# Fuzzy Zoeller
Frank Urban "Fuzzy" Zoeller, Jr. (* 11. November 1951 in New Albany, Indiana) ist ein US-amerikanischer Profigolfer und zweifacher Major-Sieger.
Zoeller ist einer von nur drei Golfern, die bei ihrem ersten Antreten (1979) das Masters gewinnen konnten. Die zwei anderen hatten es leichter, denn es waren die Sieger der ersten beiden Masters 1934 und 1935, Horton Smith und Gene Sarazen. Sein zweiter Major Sieg gelang ihm 1984 bei den US Open.
1985 wurde Zoeller die höchste Auszeichnung der United States Golf Association zuteil, der Bob Jones Award.
2002, als Seniorgolfer, wandte er sich der Champions Tour zu und gewann im selben Jahr die Senior PGA Championship, ein Senior Major. Ein weiterer Turniersieg gelang ihm dort noch 2004.
Fuzzy Zoeller ist bekannt für seine lockeren Sprüche während und nach der Runde, hat jedoch einmal, 1997 beim Masters, etwas übers Ziel geschossen. Mit einem Drink in der Hand, meinte er nach seiner lausigen Abschlussrunde von 78 über Tiger Woods:

"That little boy is driving well and he's putting well. He's doing everything it takes to win. So, you know what you guys do when he gets in here? You pat him on the back and say congratulations and enjoy it and tell him not to serve fried chicken next year. Got it?

Dann lachte er, schnippte mit seinen Fingern und ging, drehte sich um und sagte noch:

"or collard greens or whatever the hell they serve."
Zoellers Äußerungen wurde als rassendiskriminierend angesehen. Dazu gehört, dass er Woods als "little boy" bezeichnete und Anspielungen wegen der Essenswahl machte. Der Masters-Sieger lädt traditionell beim nächstjährigen Turnier zum Dinner und hat die Menüwahl. Unter weißen Amerikaner gibt es das Vorurteil, Afroamerikaner würden sich hauptsächlich von frittiertem Huhn ("fried chicken") und Kohl ("collard greens") ernähren. Nach heftigen Protesten auch bei seinen Sponsoren entschuldigte sich Zoeller bei Woods, der die Entschuldigung akzeptierte.

## PGA Tour Siege
- 1979: Andy Williams-San Diego Open Invitational, The Masters
- 1981: Colonial National Invitation
- 1983: Sea Pines Heritage, Panasonic Las Vegas Pro Celebrity Classic
- 1984: US Open
- 1985: Hertz Bay Hill Classic
- 1986: AT&T Pebble Beach National Pro-Am, Sea Pines Heritage, Anheuser-Busch Golf Classic

Major Championships sind fett gedruckt.

## Champions Tour Siege
- 2002: Senior PGA Championship
- 2004: MasterCard Championship

Senior Major Championship fett gedruckt.

## Andere Turniersiege
- 1972: Florida State Junior College Championship (individual)
- 1973: Indiana State Amateur
- 1985: Skins Game
- 1986: Skins Game
- 1987: Merrill Lynch Shoot-Out Championship
- 2002: Senior Slam
- 2003: Tylenol Par-3 Challenge